# آل پرویس
آل پرویس (انگلیسی: Al Purvis; ۹ ژانویهٔ ۱۹۲۹ – ۱۳ اوت ۲۰۰۹) بازیکن هاکی روی یخ اهل کانادا بود.